# Jerzy Bińczycki
Jerzy Bińczycki (Krakau, 6 september 1937 - aldaar, 2 oktober 1998) was een Pools theater- en filmacteur. Bińczycki was Officier van de Orde Polonia Restituta.